# Re:バカは世界を救えるか?
『Re:バカは世界を救えるか?』（アールイー:バカはせかいをすくえるか?）は、柳実冬貴による日本のライトノベル。イラストは一葉モカが担当している。富士見ファンタジア文庫（富士見書房）より2010年6月から2011年8月まで刊行された。発売に先駆けオリジナルPVやノベルゲームがWhiteFlame制作により発表された。また、2010年12月に『Re:バカは世界を救えるか? ドラマCD』がティー ワイ エンタテインメントより発売された。

## あらすじ
佐藤光一は漫画やアニメのような特別や存在や非日常に憧れる中二病の高校生。実際は平凡な生活を送っているが、日々非日常を求めて奇行に走っている。ある日、クラスメイトの間宮薫を尾行中に一人の美しい少女・アルルに出会う。そこに、アルルを狙う敵も現れ、光一念願の異能力バトルが始まる。しかし、光一が得た能力は激ショボだった!!
　

## 登場人物
声はドラマCD版の声優。

### 主要キャラクター
佐藤 光一（さとう こういち）
声 - 細谷佳正
本作の主人公。高校二年生。銀髪に色の違うカラコン、長めの学ランを着用している。容姿は良いが、重度の中二病であり普段から奇行に走っているため、同じクラスの幼馴染以外の友人はいない。
非日常に強く憧れており、ヘタレだがアニメやライトノベルの主人公のようになりたいと願っている。念願の異能力ネメシスを手に入れた後、シェードの一員となり世界を救うために奔走することになる。
付け焼刃（イカロスブレイブ）
他人の能力をコピーする能力だが、オリジナルの性能のほとんどを発揮することができないまがい物しかつくれない。しかし、コピーした能力は一つだけ特性を伸ばすことができ、能力者次第ではあるがオリジナルを超えることも可能。また、コピーできる能力の数は“付け焼刃”である限り無限である。ただし、オリジナルを超えた場合、つまりオリジナルの能力者を倒してしまえば、その能力は二度と使用できなくなる。アンチテーゼはコピーした能力がオリジナルを超えた場合、オリジナルの能力者のアンチテーゼ（の付け焼刃）を三日間だけ引き継ぐこと。
蒼き煉獄（ゲヘナ）
光一が劣化コピーしたネメシスの一つ。オリジナルと違って炎は赤く、火力は百円ライター並みであり、おまけに温度はぬるいと言う散々な能力である。
矛盾騎士（ランスロット）
光一が劣化コピーしたネメシスの一つ。外見は二頭身であり、武器はおたま、盾は鍋の蓋というショボいものになっている。光一の薫へのイメージが元となっているため、外見がたびたび変わる。光一からの呼び名は「お子様騎士」。自我を持っているが「ぷおー」としか喋れない。
間宮 薫（まみや かおる）
声 - 悠木碧
愛称「ロリ宮」。アンチテーゼ故に成長が止まっており、小学生と間違えられる程の幼い外見を持つ。学校では物静かな性格として通っているが、実は気が強い。妹の透と二人暮らしをしており、特技は料理。境遇故に、ツンケンした態度ながら姉気質で面倒見がよい。
矛盾騎士（ランスロット）
甲冑を纏った女性騎士を出現させ、戦闘させる能力。武器は剣（槍に変化可能）と盾。シェード最強と呼ばれる程の高い攻撃力と防御力を持つが、薫以外を守ることはできない。甲冑に覆われた素顔はまるで薫を成長させたような姿。アンチテーゼは身体の成長の停止。
篠塚 アルル（しのづか アルル）
声 - 豊崎愛生
金髪碧眼の少女。年齢と比較して精神的に若干幼く純真無垢な性格。外の世界に強い興味を持つ。一人称は「ボク」。そのネメシスにより、シェードに守られ、他の能力者から狙われる立場にある。本人曰く苗字は無く、「篠塚」という姓は高校転入の折、初めて名乗ったもの。
一握りの希望（リプレイ）
アルルの命が失われた時にのみ発動するネメシス。時間を巻き戻し、ネメシスたちが誕生する悲劇をなかった事にすることが出来る。それ故に、アルルの存在や能力は極秘とされており、常にシェードの精鋭が護衛について半ば監禁状態とされている。アンチテーゼは知能、精神も含めて7年前以前の記憶がないことと、思われていた。

### シェード
能登原 明日菜（のとはら あすな）
声 - 堀江由衣
対ネメシス特務機関「シェード」司令。逆転した色の眼など人間離れした美貌の持ち主だが、プライベートでは少女めいた物腰の美女。一方で今の世界を守るためには手段を選ばず、アルルを守るため彼女を無能箱庭（アルカトラズ）に閉じ込めていた。
立場上、悪役を演じることもあるが、実際は自身の過去や危ういネメシスもあり、内罰的で繊細な人物。
正体は未来の時間軸における「篠塚 アルル」。
怪物（ジャガーノート）
その名の通り、自身を怪物化するネメシス。極めて強力な戦闘能力を持つが、使用に伴い能力自体が心身を浸食していき、暴走の危険性もある。アンチテーゼは（自殺も含め）人間には殺せないこと。
斑 坂介（まだら はんすけ）
特務護衛班班長。後に、高校に通うことになったアルルを守るため光一たちのクラス担任になる。無精ひげの飄々とした元刑事。一方で明日菜からは、ときにぞんざいな扱いを受けることもある。時折「明日菜ちゃん」と呼ぶなど彼女より年上で、かつては妻と娘もいた。光一からはその物腰から好かれてはいない。
九八式（アンチマテリアル）
人間以外を相手にするなら無敵と呼べる戦闘能力を与えるネメシス。アンチテーゼは人間を殺せないこと。
桐咲 兎乃（きりさき うの）
声 - 後藤沙緒里
シェードメンバーの一人でアルルの世話役。対人恐怖症のひきこもりだが、性格とは対照的に漫画のようなピンク色の髪に巨乳という目立つ外見の持ち主。映画が好き。
裏腹海月（トランスペアレント）
自分以外の物体を透明にするネメシス。一回の制限時間は10分だが兎乃の肌と接触し続けていれば延長可能。アンチテーゼは目立ってしまうこと。ピンク髪はこの為で、能力使用によりさらに彼女の外見は目立ち、何らかの形で他人を魅了する。
朱里矜持（あけさと きょうじ）
声 - 浜田賢二
シェードメンバーの一人。口数が少なく、不健康な容貌の少年（実際、本人いわく元来病弱だという）。アルルを守ることを至上とし、彼女に対しては過保護な一面も。（主にアルルの）敵対者にはサディスティックな一面をあらわにすることもある。
無能箱庭（アルカトラズ）
矜持がキャンパスに描いたのと同じ空間を作り、閉じ込めるネメシス。内部では一切のネメシスが使用不能となる。シェードはこの中にアルルを閉じ込め、守っていた。アンチテーゼは太陽光にあたることができないこと。
月陽奏麻（つきひ そうま）/ 最終手段（ラストリゾート）
光一が学校の屋上で遭遇した、電波少女。舌足らずな奇妙な口調と切り裂かれた服装が特徴。
その正体は、オーロラの裏切り者。同時に、最終手段（ラストリゾート）の通称を持つ、シェード現特務防諜班班長。
気まぐれな性格で、「面白さ」を行動基準とし、そのためなら裏切りさえもいとわないシェード最凶の能力者。
治安の悪い境遇に育ったため、奪うか奪われるかしか知らないメンタリティの持ち主
明日菜（というよりは彼女の「怪物」）との戦いに強い執着を持つが、4巻での強制デート以降光一もお気に入りとなる。
実はいつのころからか「神」とも通じており、5巻では彼と行動を共にする。
魔女（ハロウィン）
思い描いた魔法をそのまま具現化するネメシス。アンチテーゼは生け贄。つまり、魔法の強さに応じて自分の大切なものを破壊しなくてはならない。

### 友人・知人関係
浅野 広美（あさの ひろみ）
声 - 沢城みゆき
光一の幼馴染。眼鏡をかけた大人びた雰囲気の少女。所謂、文武両道な優等生。奇行に走る彼に「気持ち悪い」など割と容赦の無い言葉をぶつけて楽しんでいる一方で、彼のことを非常に気にかけている。幼いころは泣き虫で、光一に「ヒロミゴン」という怪獣のようなあだ名をつけられてからかわれていた。
渡辺 知大（わたなべ ともひろ）
声 - 前野智昭
光一の幼馴染。通称チダイ。侍のような風貌で剣道部員。自分にも他人にも厳しく、寮ではリーダー格。
東野 一樹（あずまの かずき）
声 - 佐藤雄大
光一の幼馴染。金髪ピアスで、見た目も中身も今時の高校生。明るい性格だがデリカシーの無い発言をしてしまうことも間々ある。一方でチダイと同じく友情には厚い。

### 敵対存在
藤堂 凪（とうどう なぎ）
声 - 興津和幸
元はシェードの一員だったが、アルルの正体と能力を知って反旗を翻した青年。不良のような乱暴な口調と態度を見せるが、酷薄な面や残虐性に関しては外見から想像できないほど薄い。1巻における最終的な敵。光一を一方的に追い詰めるが「付け焼刃（イカロスブレイブ）」で「自身の悪夢」を味わわされ、トラウマがよみがえったことで恐慌状態となり、そこを薫に取り押さえられて敗北した。
蒼き煉獄（ゲヘナ）
藤堂の精神に刻まれた悪夢（トラウマ）を具現化し、それを対象の感覚に伝達させる能力を持ったネメシス。基本戦法は、自身のトラウマである「蒼い炎」を具現化させた射出する。能力名と戦法から「炎使い」と誤解されることがあるが、藤堂自身も自分の能力が「悪夢を味わわせること」というのは最近知ったことである。アンチテーゼは悪夢を見ること。
藤堂自身が受けた「一酸化炭素中毒と窒息」を相手に味わわせることが可能なため、実質無敵に近い能力と言える（それでも藤堂は、間宮薫には敵わないと警戒していた）。
石崎朝顔（いしざき あさがお）
光一と同じクラスで、広美と仲の良い友人。明るく、始終笑顔の少女。
実は、オーロラの信者である狂信者。
オーロラの思想に心底染まっており、必要ならば幼児や友人をも犠牲にしようとする。
かつて母を亡くした時の体験から笑顔に対してネガティブな感情を抱いており、アルルの純粋な笑顔を憎悪していた。
モナリザの冷笑（アルカイクスマイル）
朝顔の浮かべた特殊な笑顔を見た一般人（能力者には不可）を操るネメシス。
朝顔が「神」から能力を物にも宿らせる方法を教えられたことから、写メールを使って操る人間を増やし、最終的には町中の人間を支配下に置いた。
アンチテーゼは笑顔以外の表情を浮かべられないこと。
イリーナ・ベラヴィナ
幸福夢幻（ドリーマーズハイ）を使い、多くの人間を夢の世界へ閉じ込めた少女。「どうせ世界が滅びるのなら、幸せな夢の中で滅びを待てば良い」と考え、オーロラとは別ベクトルで自らを「救世主」と呼ぶ。アンチテーゼにより現実世界では活動することができず、自分と同様現実世界で過酷な境遇にありながら現実を愛することを止めないアルルに憎悪を抱いていた。
幸福夢幻（ドリーマーズハイ）
他者に幸福な夢を見せ、夢の世界に留まらせるという極めて特殊なネメシスである。この世界では人が死ぬことはなく、自分の理想が具現化されている。また、ネメシス使いはアンチテーゼを支払わなくても良いため、能力者にとっても理想の世界である。アンチテーゼは現実世界での昏睡。
九龍 正宗（くりゅう まさむね）
幸福夢幻（ドリーマーズハイ）の中で光一達が出会った男。芝居がかった口調で話し、人の話を聞かない性格をしている。大量殺人者であり、殺人に虚しさを感じ始めていた時にネメシスを手に入れる。
5巻では坂介の持つ新聞に「死刑の確定した連続母子殺害事件の犯人」として名前が登場している。
切り裂きジャック（カマイタチ）
見えない刃でこの世に存在するあらゆるものを切断することができるネメシス。ただし切断した部分は一瞬で治癒してしまう。しかし、このネメシスで切られた人間は痛みを感じるため、精神攻撃としては優秀な能力である。アンチテーゼはこのネメシスで他人に与えた痛みを、10時間後に自分も受けること。
「神」（元凶）
自らを神と呼ばせている謎の少年。本作における黒幕的存在にしてラストボス。「導きし者」（カノン）を使い「木漏れ日現象」を引き起こした張本人。彼は藤堂をはじめ、接触した人間にネメシスの本当の使い方を教えている。自らが救いたいものを救うことを絶望しており、救世主の到来を待って暗躍している。月陽奏麻は彼と通じているが、その言動は彼にも読み切れない部分がある様子。
その正体は未来の時間軸における「佐藤 光一」。守りたいものを守れず、全てに絶望し、だからこそ全てを救ってくれるものの到来を待っていた。また未来の時間軸においてアルルを殺したこともある。正体が判明してからは地の文では「元凶」と表記され、光一と区別がつけられている。最終巻にて「救世主」としての力に覚醒した光一と死闘を繰り広げるが、「全ては悪魔が人間を弄ぶために始めた戯れ」であることを語り、圧倒的な実力とアドバンテージによって光一を追い詰める。しかし「理想の自分を貫き通せなかった佐藤光一」が「理想の自分を貫く佐藤光一」に勝てるわけがなく逆転され敗北。「自分のようにはならなかった」光一に全てを託し消滅した。

### その他
アルカナ
声 - 寿美菜子
天使見習いの元悪魔。光一にネメシスを与え、アルルを守り神の教本「導きし者」（カノン）を探し出し奪還するように言う。
秋雨心路（あきさめ しんじ）/ 能力泥棒（アビリティハッカー）
多くの異能犯罪者を捕まえているシェードの協力者。1巻で藤堂は光一を能力泥棒（アビリティハッカー）だと勘違いしていた。2巻にて登場。普段は気弱な少年を演じているが、アンチテーゼにより感情が希薄。ただし感情が無いわけではなく、久々に「気に食わない」という感情を抱かせた光一とは奇妙なライバル関係になる（そう感じているのは光一も同様だが）。効率を重視した判断基準を持つが、日常生活ではそれがボケた一面として出ることもある。意識不明となった姉を救うために「一握りの希望（リプレイ）」を使おうとしているが、現在は取引によりシェードと共闘関係にある。
贋作工房（ミメーシス）
他人のネメシスを完璧にコピーできる最強のネメシス。付け焼刃（イカロスブレイブ）の上位互換のような能力だが、コピーに一分間掛かり、コピーしたネメシスは一分間しか連続使用できないなど多少の弱点はある。しかし能力を劣化させることなく無限にコピーできるので、弱点を補って余りある強力な能力である。アンチテーゼは感情の消失。「後払い」のため能力を使わなければアンチテーゼは発生しないが、能力泥棒（アビリティハッカー）は多数のネメシスをコピーしているため、感情は非常に希薄である。
超越者（ギガ）
能力泥棒（アビリティハッカー）がコピーしたネメシスの1つ。自身の身体能力を3つだけ20倍にできるというもの。単純だが汎用性が高く使いやすい能力なので能力泥棒が使用する頻度は多い。
不屈の卵殻（ハンプティダンプティ）
能力泥棒（アビリティハッカー）がコピーしたネメシスの1つ。何層にも重なる防御壁を生み出す能力。
誘電針（タケミカズチ）
能力泥棒（アビリティハッカー）がコピーしたネメシスの1つ。地面に突き刺すことで電撃を発生させる針を出現させる能力。
至福千年（フォトン）
能力泥棒（アビリティハッカー）がコピーしたネメシスの1つ。巨大なレーザー光線を打ち出すことができる。
突破王（パイルバンカー）
能力泥棒（アビリティハッカー）がコピーしたネメシスの1つ。腕から杭のような形をした光の塊を放つ能力。
澄波優（すみなみゆう）
光一たちと同学年で、雨鶴木学園生徒会副会長。
絵にかいたような優等生で、無表情だが清楚な雰囲気の優しい少女。
心路の幼馴染であり、能力泥棒としての彼のパートナーでもある。
彼に対しては怖いくらいの愛情を抱いており、彼を手伝うのも心路の力になりたいからである。
若干腹黒い一面もあり、料理は壊滅的な腕前の持ち主でもある。
機械王（ギアマスター）
機械を操るネメシス。遠隔操作も可能であるばかりか、車を分解、再構築して大砲を作り出すこともできるほど精密。機械のある場所なら強大だが、それが無ければ無力となる。アンチテーゼは表情を変えられないこと。

## 用語
ネメシス
七年前に起こった「木漏れ日現象」によって昏睡状態に陥った後、覚醒した者が使うことのできる異能力。ただし能力を使うためにはアンチテーゼ（後述）と呼ばれる代償を支払わなければならない。能力には様々な種類があり、強力な能力もあれば全く実用的でないものもある。また、その強さも使用者の精神状態により大きく左右される。
アンチテーゼ
ネメシスの対価のようなもの。成長停止や悪夢など、何らかの形で使用者の心身に影響を及ぼす。程度や性質はさまざまだが、使用者のトラウマをえぐるようなものであることが多い。また、常時心身に影響が現れる「先払い」と能力使用後に影響が出る「後払い」の二つのタイプがあり、兎乃や明日菜のように両方を持つ者もいる。
「導し者」（カノン）
アルカナが主から託された天使の力そのものともいえる教本。世界のバグのような存在である「奇跡」を修正するための道具。人間が手に入れれば人の身で奇跡を起こすことも可能。アルカナのミスで「神」の手に渡っている。「木漏れ日現象」を引き起こしたのもこの教本の力で、現在の持ち主ともどもすべての元凶とも言うべき存在。
オーロラ
ここでは、能力者たちによる新興宗教団体の意。シェードに敵対する組織で最も巨大なもの。能力を与えた「神」を本物の神と信じ、「世界を救う」ために「一握りの希望（リプレイ）」を使用しようとしている。
信者同士はウィジャボードと呼ばれる特殊な携帯電話を介してネット上でのみ関係を構築している。

## 既刊一覧
- 柳実冬貴（著）・一葉モカ（イラスト） 『Re:バカは世界を救えるか?』 富士見書房〈富士見ファンタジア文庫〉、全5巻
  1. 2010年6月19日発売[3]、ISBN 978-4-8291-3538-9
  2. 2010年9月18日発売[4]、ISBN 978-4-8291-3571-6
  3. 2010年12月18日発売[5]、ISBN 978-4-8291-3600-3
  4. 2011年4月20日発売[6]、ISBN 978-4-8291-3629-4
  5. 2011年8月20日発売[7]、ISBN 978-4-8291-3674-4